# 韋恩縣 (喬治亞州)
韋恩縣（英語：Wayne County）是美國喬治亞州東南部的一個縣，成立於1803年。面積1,680平方公里，根據2000年美國人口普查數據，該地人口為26,565人。該縣的首府為耶蘇普。